# Camille Jullian
Camille Jullian (15 de março de 1859 – 12 de dezembro de 1933) foi um historiador francês, arqueólogo, filólogo e historiador da Literatura francesa, estudante de Fustel de Coulanges, de quem publicou uma obra póstuma.
Recebeu o Prêmio Gobert em 1902 e 1908.

## Biografia
Jullian nasceu em Marselha. Especializou-se em Gália e em Era romana, era estudante da Escola Normal Superior de Paris, membro da École française de Rome e professor de antiguidades nacionais no Collège de France. Sua principal obra é uma história em vários volumes da Gália.
Em 1908 foi eleito membro da Académie des Inscriptions et Belles-Lettres e em 1924 foi eleito membro da Academia Francesa.
Morreu em Paris em 1933. 